# دید در شب (برنامه)
دید در شب برنامه‌ای است که از پاییز ۹۴ با مجریگری و تهیه‌کنندگی رضا رشیدپور پخش شد. محتوای این برنامه گفتگو با اشخاص هنری، سیاسی، اجتماعی و … می‌باشد. این برنامه فقط از طریق اینترنت قابل دسترسی است. محل اصلی انتشار این برنامه، تارنمای آپارات می‌باشد. این برنامه یک ساعته با پشتیبانی گروه تبلیغاتی صبا ویژن پخش می‌شود. این برنامه از مخاطبانش می‌خواهد صداقت داشتن یا نداشتن مهمان برنامه را از طریق ارسال پیامک تعیین کنند که میزان این پیامک‌ها را تا ۲۱ هزار تا هم اعلام کرده‌است. مجری این برنامه از دور دوم ریاست جمهوری محمود احمدی‌نژاد تا نوروز ۹۵ در سیما ممنوع التصویر بود.
این برنامه ادامهٔ برنامه‌های سابق گفتگوی رشیدپور در صدا و سیما چون مثلث شیشه‌ای دانسته شده‌است.

## قسمت‌ها
| شماره | مهمان           | تاریخ انتشار   | عنوان                                                                                               |
| ----- | --------------- | -------------- | --------------------------------------------------------------------------------------------------- |
| ۱     | علی کفاشیان     | ۲۷ شهریور ۱۳۹۴ | ناگفته و ناشنیده‌های علی کفاشیان                                                                     |
| ۲     | امیر تتلو       | ۰۲ مهر ۱۳۹۴    | مصاحبه خیلی خاص با امیر تتلو                                                                        |
| ۳     | پژمان جمشیدی    | ۰۹ مهر ۱۳۹۴    | صحبت‌های جنجالی پژمان جمشیدی دربارهٔ هدیه تهرانی، مهدوی کیا و علی دایی!                               |
| ۴     | صادق خرازی      | ۱۶ مهر ۱۳۹۴    | مصاحبه بی‌سابقه با صادق خرازی                                                                        |
| ۵     | اکبر عبدی       | ۲۴ مهر ۱۳۹۴    | اولین واکنش بعد از خاطره عجیب/اکبر عبدی به سوالات سخت رضا رشیدپور پاسخ داد                          |
| ۶     | شیلا خداداد     | ۰۷ آبان ۱۳۹۴   | شیلا خداداد؛ از گرین کارت آمریکا تا بازی در فیلم ده نمکی                                            |
| ۷     | علی‌اکبر جوانفکر | منتشر نشد      | نامشخص                                                                                              |
| ۸     | سالار عقیلی     | ۲۱ آبان ۱۳۹۴   | از پلیس فتا تا کنسرت مرتضی پاشایی و معمای شاه با سالار عقیلی                                        |
| ۹     | عمو فیتیله‌ای‌ها  | ۲۷ آبان ۱۳۹۴   | مصاحبه جنجالی با عموهای فیتیله‌ای                                                                    |
| ۱۰    | مصطفی کواکبیان  | ۰۳ آذر ۱۳۹۴    | با مصطفی کواکبیان از دولت احمدی‌نژاد تا روحانی                                                       |
| ۱۱    | محمد اصفهانی    | ۰۵ آذر ۱۳۹۴    | سکوت محمد اصفهانی پس از شش سال شکست                                                                 |
| ۱۲    | الهام چرخنده    | ۱۲ آذر ۱۳۹۴    | الهام چرخنده: به حجاب پناه آوردم، خبرگزاری فارس گل به خودی زد                                       |
| ۱۳    | سحر قریشی       | ۱۹ آذر ۱۳۹۴    | سحر قریشی: لیدی گاگا نیستم ولی متفاوتم                                                              |
| ۱۴    | شهرام جزایری    | ۲۶ آذر ۱۳۹۴    | دادگاه، زندان، رمزگشایی از زندگی پر رمز و راز شهرام جزایری                                          |
| ۱۵    | حسین پاکدل      | ۳۰ آذر ۱۳۹۴    | حسین پاکدل: آدم کسی نمی‌شوم، طرفدار بهنوش طباطبایی هستم                                              |
| ۱۶    | جعفر شجونی      | ۰۳ دی ۱۳۹۴     | شوخی‌های حجت الاسلام شجونی با آیت الله جنتی                                                          |
| ۱۷    | محمود شهریاری   | ۱۲ دی ۱۳۹۴     | محمود شهریاری: فکس گوگوش را خواندم، به حمیرا مجوز می‌دهم                                             |
| ۱۸    | شقایق فراهانی   | ۱۸ دی ۱۳۹۴     | روایت خواهرانه از اتفاقات گلشیفته                                                                   |
| ۱۹    | محمد غرضی       | ۲۴ دی ۱۳۹۴     | محمد غرضی: چپ نمیتونه دولت نگه داره، راست نمیتونه ملت نگه داره                                      |
| ۲۰    | سیروان خسروی    | ۰۱ بهمن ۱۳۹۴   | موزیک ویدئو «دوست دارم زندگی رو» برای اولین بار                                                     |
| ۲۱    | بهاره افشاری    | ۰۸ بهمن ۱۳۹۴   | بهاره افشاری: فن پیج بنیامین خبر ازدواجم با بنیامین رو منتشر کرد، احمدی‌نژاد ۳ بار دعوتم کرد و نرفتم |
| ۲۲    | علی مطهری       | ۱۵ بهمن ۱۳۹۴   | علی مطهری: خیلی فشار آوردند که از ایران بروم                                                        |
| ۲۳    | پوریا پورسرخ    | ۲۱ بهمن ۱۳۹۴   | لباس خاص پوریا پورسرخ در دید در شب                                                                  |
| ۲۴    | حمید رسایی      | ۲۹ بهمن ۱۳۹۴   | حمید رسایی: هاشمی باید رد صلاحیت می‌شد                                                               |
| ۲۵    | محمّد جواد ظریف  | ۱۳ اسفند ۱۳۹۴  | محمّد جواد ظریف، هرگز یک ایرانی را تهدید نکن!                                                        |
| ۲۶    | رضا کیانیان     | ۲۰ اسفند ۱۳۹۴  | نه با پرویز پرستویی مشکلی دارم نه با حاتمی کیا                                                      |

## حاشیه‌ها
قسمتی از برنامهٔ دید در شب که با حضور علی اکبر جوانفکر تولید شده بود موفق به دریافت مجوزهای لازم نشد و پخش نگردید.
در مصاحبه با جعفر شجونی، شجونی در مورد عکس محمدتقی فلسفی که توسط ساواک منتشر شده‌است گفت که «بعدها در مورد آقای فلسفی گفتند که به‌عنوان محلل از آقای فلسفی استفاده کردند» که این گفته با واکنش مؤسسه نشر آثار فلسفی مواجه شد که آن را تکذیب کرد و عکس را جعلی خواند.